# Michiel Hazewinkel
Michiel Hazewinkel (Amsterdam, 22 de junho de 1943) é um matemático neerlandês. É professor emérito de matemática do Centrum Wiskunde & Informatica e da Universidade de Amsterdã, conhecido por seu livro de 1978 Formal groups and applications e como editor da Encyclopedia of Mathematics.

## Publicações

### Livros selecionados
- 1970. Géométrie algébrique-généralités-groupes commutatifs. Com Michel Demazure e Pierre Gabriel. Masson & Cie.
- 1976. On invariants, canonical forms and moduli for linear, constant, finite dimensional, dynamical systems. Com Rudolf Kalman. Springer Berlim Heidelberg.
- 1978. Formal groups and applications. Vol. 78. Elsevier.
- 1993. Encyclopaedia of Mathematics. ed. Vol. 9. Springer.

### Artigos selecionados
- Hazewinkel, Michiel. "Moduli and canonical forms for linear dynamical systems II: The topological case." Mathematical Systems Theory 10.1 (1976): 363–385.
- Hazewinkel, Michiel, and Steven I. Marcus. "On Lie algebras and finite dimensional filtering." Stochastics: an international journal of probability and stochastic processes 7.1–2 (1982): 29–62.
- Hazewinkel, M., S. I. Marcus, and H. J. Sussmann. "Nonexistence of finite-dimensional filters for conditional statistics of the cubic sensor problem." Systems & control letters 3.6 (1983): 331–340.
- Hazewinkel, Michiel. "The algebra of quasi-symmetric functions is free over the integers." Advances in Mathematics 164.2 (2001): 283–300.